# NGC 3861
NGC 3861 este o liner situată în constelația Leul. A fost descoperită în 23 martie 1827 de către John Herschel. Se află la o distanță de 92,47 de megaparseci de Pământ.